# Negrosjunglevliegenvanger
De negrosjunglevliegenvanger (Vauriella albigularis synoniem: Rhinomyias albigularis) is een vogelsoort uit de familie van de Muscicapidae (vliegenvangers). Het is een bedreigde, endemische vogelsoort op de Filipijnen.

## Kenmerken
De vogel is 16,5 tot 17 cm lang. De vogel is overwegend dof grijsbruin met een opvallende witte keel. Van boven is de vogel donker olijfbruin, richting stuit en staart neigend naar roodbruin. De kop is donkerbruin met een dunne, nauwelijks zichtbare lichte wenkbrauwstreep. Over de borst loopt een brede bruingrijze band, de buik is vuilwit, de snavel zwart en de poten zijn grijs.

## Verspreiding en leefgebied
De negrosjunglevliegenvanger komt alleen voor op eilanden Guimaras, Negros en Panay in het midden van de Filipijnen. Het leefgebied bestaat uit ongerept tropisch regenwoud onder de 950 m boven zeeniveau, hoewel de vogel ook wordt waargenomen in aangetast bos en zelfs boomkwekerijen.

## Status
De negrosjunglevliegenvanger heeft een beperkt verspreidingsgebied en daardoor is de kans op uitsterven aanwezig. De grootte van de populatie werd in 2016 door BirdLife International geschat op 3.500 tot 15.000 individuen en de populatie-aantallen nemen af door habitatverlies. Het leefgebied wordt aangetast door grootschalige ontbossing waarbij natuurlijk bos wordt omgezet in gebied voor agrarisch gebruik. Om deze redenen staat deze soort als bedreigd op de Rode Lijst van de IUCN.